# Fredrik Sixten
Sven Fredrik Johannes Sixten, född 21 oktober 1962 i Skövde församling, Skaraborgs län, är en svensk tonsättare och kyrkomusiker.  

## Biografi

### Bakgrund
Fredrik Sixtens far Sven Sixten (1929–2001) var präst och författare; hans mor är Siri Sixten (född 1934). Fredrik Sixten är nummer tre av fem syskon. Då Sixten var tio år gammal flyttade familjen till Fristad utanför Borås, där hans far var kyrkoherde. Denna uppväxt, nära både en traditionell och en modern kyrkomusikalisk verksamhet, utgör utgångspunkten för Sixtens egen, mångskiftande uppförande av musik liksom hans verksamhet som kompositör.

### Utbildning
Efter avslutat gymnasium 1980 gick Sixten en tvåårig förberedande musiklinje vid Skara stifts folkhögskola i Hjo. Under samma period avlade han kantorsexamen i Göteborg. Under åren 1982–1986 gick han på musiklärarlinjen vid  Kungliga Musikhögskolan i Stockholm, där hans huvudinstrument var piano. Det var under denna tid han inledde kompositionsstudier under vägledning av Sven-David Sandström. Sedan följde studier på högre kyrkomusikalisk linje mellan åren 1988–1993 då han avlade examen. Under åren 1996–1998 studerade Sixten körpedagogik vid Musikhögskolan, Göteborgs universitet med professor Gunnar Eriksson som lärare.

### Yrkesverksamhet
Han började sin bana som biträdande kyrkomusiker och körledare i Västerås domkyrkoförsamling 1986–1991 och var därefter organist i Vänersborgs församling 1991–2000. Den 1 januari 2001 tillträdde han som domkyrkoorganist i Härnösands domkyrkoförsamling där han verkade fram till 30 september 2013. Mellan 1 april 2013 och augusti 2014 var Fredrik Sixten domkantor i Nidarosdomen i Trondheim där hans tjänst var inriktad mot kördirigering och komposition.

## Musik
Sixten komponerar inom området konstmusik, med betoning på liturgisk musik för orgel och kör i olika kombinationer. Han har dessutom skrivit en rad kammarmusikaliska verk. 
Som tonsättare finns han representerad bland annat i Psalmer i 90-talet och Psalmer i 2000-talet. Han har medverkat i flera större satsningar inom svensk kyrkomusik, till exempel i orgelantologierna Lux Aeterna (i både del I och II), Jubilate, sångantologierna Lacrymosa och kör- och församlingssångerna Kärnord. Han är publicerad på flera svenska musikförlag.
Hans tre största verk är En svensk Markuspassion (2004), som är den första svenska passionsmusiken med en sopransolist i rollen som evangelist, Requiem (2007) samt Ett svenskt juloratorium (2009). Requiem och En svensk Markuspassion bygger delvis på texter av Bengt Pohjanen. Requiem uruppfördes sceniskt 2022 under titeln ”Ett norrländskt Requiem”, Opera Vildmark på Festspelen i Piteå med Erik Westbergs Vokalensemble, Ola Eliasson, Carina Henriksson, dir: Erik Westberg.
https://nsd.se/kultur/recension/artikel/paminner-oss-om-krigets-fasor-i-ukraina/rxe89y8j https://kuriren.nu/kultur/recension/artikel/storslaget-och-magiskt-norrlandskt-requiem/r2pyn33j
Fredrik Sixten är medlem i Föreningen svenska tonsättare sedan 2007. Han har erhållit Stockholms Musikförenings tonsättarstipendium 2010 samt Aulénstipendiet 2007 för särskilda betydelser för tonkonstens främjande som tonsättare, domkyrkoorganist och körledare.

## Verk (urval)
- 1984 – Den Heliga Lucia, verk för kör, soli och kammarensemble
- 1985 – Cellosonat för cello och piano
- 1997 – Mässa i jazzton
- 2001 – A Mass for Mankind för damkör a cappella
  - Mässa för fem-stämmig kör för lika röster. Det latinska mässordinariet har sammanfogats med citat ur förre generalsekreteraren i FN, Dag Hammarskjölds postumt utgivna verk Vägmärken. Verket uruppfördes i Milano 2001 av vokalensemblen Les Jolies.
- 2002 – Mariasvit för damkör a cappella
- 2007 – Ave verum corpus verk för kör, a cappella, skriven till Stockholms Gosskörs 70-årsjubileum
- 2007 – Stabat mater för cellosolo och damkör (uruppfördes i SRP2)
- 2007 – Chaconne för stråkkvartett
- 2007 – Tre Heliga Danser för piano, stråkkvartett och kör (SSAA)
- 2009 – "Magnificat" för kör, orgel och brassensemble
- 2009 – "Song of Songs" för kör, bassolo och orgel
- 2010 –  Tre sånger till texter av Stig Dagerman för bassolo och piano
- 2010 – "Psalm 98" för sopransolo, kör och orgel
- 2011 – "Bist du bei mir" för tenorsolo och orgel
- 2014 – "Johannespassionen" för solokvintett, blåskvintett, kör och orgel.

### Orkester med kör
- 2004 – "En svensk Markuspassion, verk för två körer, soli och kammarensemble
- 2007 – "Requiem" för kör, soli och orkester
- 2009 – "Ett svenskt juloratorium" för sopransolo, två körer och orkester

### Orgel
- 1983 – Festmarsch
- 1983 – Höga majestät, vi alla för dina fötter nederfalla
- 1983 – Jesus, du mitt hjärtas längtan
- 1986 – Preludium och fuga
- 1991 - Härlig är jorden
- 1994 - Arioso
- 1998 – Toccata festival
- 1998 – Missa Mariae
  - Kyrie
  - Gloria
  - Credo
  - Sanctus
  - Agnus Dei
- 2002 – Messa Misterioso (reviderad 2008)
  - Prelude
  - Kyrie
  - Gloria
  - Credo
  - Sanctus
  - Agnus Dei
  - Communio
  - Postludio
- 2004 – Triptych
  - Prelude (Fadern)
  - Hymn (Sonen)
  - Toccata (Anden)
- 2006 – Morning Blues
- 2006 – Orgelsonat(uruppförd 2006 i Visby domkyrka)
- 2007 – Allegro Festivo
- 2007 – Tango (över folkmelodin "Det finns en väg till himmelen")
- 2007 … Hymn
- 2008 – Variations for organ (på ett tema från en folkmelodi från Åhl i Dalarna)
- 2011 – Passacaglia
- 2012 – Lamentation
- 2012 – Toccata och fuga på B-A-C-H
- 2014 - Prelude, Choral varié et finale
- 2015 - Nordic Fanfare
- 2017 - Symphonia Aurora Borealis

### Kammarmusik
- 1982 – Mesto för viola och piano
- 1984 – Variationer för cembalo
- 1985 – Sonat för cello och piano)
- 1985 – Sonat för violin och piano
- 2012 – Valse romantique för violin och piano (baserad på andra satsen ur sonat för cello och piano)
- Chaconne för stråkkvartett
- Communio och Postludio
- Epilogue för cello och piano
- Sonat för gitarr
- Tre Cantilene för flöjt

#### Sånger
- 1985 – Livets gåva (Bo Setterlind)
- 2010 – Tre sånger för bas och piano (Stig Dagerman)
  - Öppen eld
  - Nu slår en blomma ut
  - När våren kommer till världen
- 2011 – Bist du bei mir
- 2011 – In the bleak midwinter (Christina Rossetti)
- 2012 – The Canticle of the Sun för två sopraner och orgel
- Tre böner för röst och piano
  - Natt över jorden (Erik Blomberg)
  - Som ett blommande mandelträd (Pär Lagerkvist)
  - Att vara två

### Psalmer
- Det går genom världen en virvlande dans (Dansen kring guldkalven), Psalmer i 2000-talet nr 836.
- Gud, du andas genom allt. Psalmer i 90-talet nr 870, Psalmer i 2000-talet nr 947.
- Guds kärlek färdas här. Psalmer i 90-talet nr 895, Verbums psalmbokstillägg nr 733 .
- Om vår värld tar slut i morgon (En psalm om att inte ge upp). Psalmer i 2000-talet nr 873.
- Som bonden tar ett fång. Psalmer i 90-talet nr 880, Verbums psalmbokstillägg nr 770.
- Tro kyrka, tro. Psalmer i 90-talet nr 823, Psalmer i 2000-talet nr 924.
- Vem låter solen lysa fritt (En psalm om en orättvis Gud — tacksägelse). Psalmer i 2000-talet nr 807.